# Angus Beith
Angus Beith (* 22. Februar 1996 in Edinburgh) ist ein ehemaliger schottischer Fußballspieler.

## Karriere

### Verein
Angus Beith wurde im Februar 1996 in der schottischen Hauptstadt Edinburgh. Er begann seine Fußballkarriere als 9-Jähriger bei Heart of Midlothian. Für den Verein kam Beith in allen Juniorenmannschaften zum Einsatz, bevor er am 20. August 2014 sein Profidebüt im Challenge Cup gegen den FC Livingston gab. Von November 2014 bis Juni 2015 wurde Beith an den schottischen Drittligisten Stirling Albion verliehen, für den er in 18 Spielen in der Liga einen Treffer erzielte. Am Ende der Saison stieg der Verein als Tabellenletzter in die 4. Liga ab. Von März bis Juni 2016 folgte eine weitere Leihe zum FC Stenhousemuir aus der Scottish League One. Und danach zu Stirling Albion und dem FC Stranraer. Er wechselte 2018 zu Inverness Caledonian Thistle. Dort musste er durch eine Verletzung bedingt im Alter von 23 Jahren seine Karriere beenden.

### Nationalmannschaft
Angus Beith spielte im Jahr 2012 einmal in der U-17 von Schottland gegen Nordirland. Ein Jahr später folgte ein Einsatz in der U-18 gegen Israel. Zwischen den Jahren 2014 und 2015 absolvierte Beith sieben Spiele für die U-19.